# Trinley Shingta
Trinley Shingta (1718-1766) was een Tibetaans tulku. Hij was de zevende gyalwang drugpa, de belangrijkste geestelijk leiders van de drugpa kagyütraditie in het Tibetaans boeddhisme.